# Сульфат марганца(IV)
Сульфат марганца(IV) — неорганическое соединение, соль металла марганца и серной кислоты с формулой Mn(SO4)2, чёрные кристаллы, реагируют с водой.

## Получение
- Окисление сульфата марганца(II) перманганатом калия в 55% серной кислоте:

{\displaystyle {\mathsf {3MnSO_{4}+2KMnO_{4}+8H_{2}SO_{4}\ {\xrightarrow {50-60^{o}C}}\ 5Mn(SO_{4})_{2}\downarrow +K_{2}SO_{4}+8H_{2}O}}}
- Окисление сульфата марганца(II) диоксидом свинца в серной кислоте::

{\displaystyle {\mathsf {MnSO_{4}+PbO_{2}+2H_{2}SO_{4}\ {\xrightarrow {50-60^{o}C}}\ Mn(SO_{4})_{2}+PbSO_{4}+2H_{2}O}}}

## Физические свойства
Сульфат марганца(IV) образует чёрные кристаллы.

## Химические свойства
- Реагирует с водой:

{\displaystyle {\mathsf {4Mn(SO_{4})_{2}+2H_{2}O\ {\xrightarrow {}}\ 2Mn_{2}(SO_{4})_{3}+2H_{2}SO_{4}+O_{2}\uparrow }}}